# Nikodem (postać biblijna)

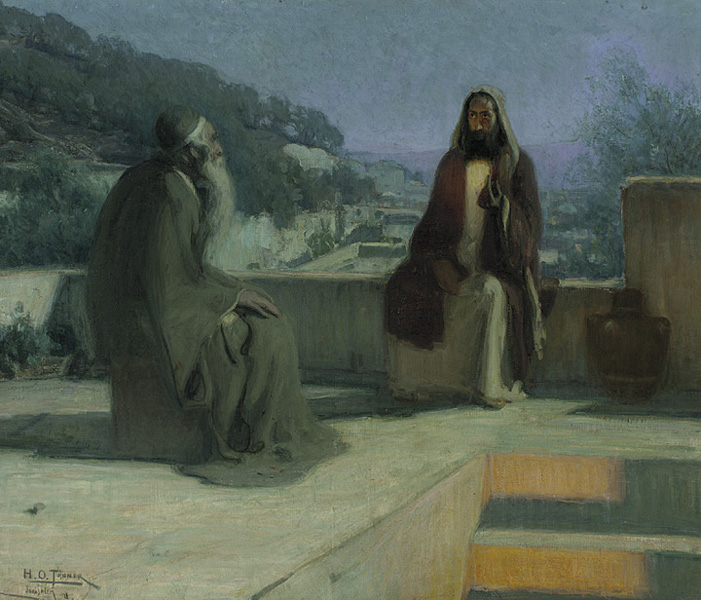
Nikodem i Jezus na dachu (Henry Ossawa Tanner)

Nikodem, gr. Νικόδημος, cs. Prawiednyj Nikodim – postać biblijna, męczennik chrześcijański, święty Kościoła katolickiego i prawosławnego, członek Sanhedrynu oraz faryzeusz.

## Życiorys
Nikodem żył w czasach ziemskiego życia Jezusa Chrystusa. Żywot świętego znany jest z Ewangelii św. Jana Apostoła.
Nikodem był jednym z dostojników żydowskich, faryzeuszem i członkiem Sanhedrynu, który potajemnie spotkał się z Jezusem i odbył z nim rozmowę opisaną w trzecim rozdziale Ewangelii Jana. Później stanął w jego obronie przed sanhedrynem. Po śmierci Jezusa, wraz z Józefem z Arymatei wziął pod swą pieczę jego zwłoki i zorganizował mu pochówek. Przypisuje mu się również autorstwo jednej z Ewangelii apokryficznych.
Poniósł męczeńską śmierć z rąk Żydów. Nieznana jest dokładna data. W 415 wydobyto jego szczątki oraz relikwie św. Szczepana. Pochowany został w Kefaz-Gamla (Palestyna).

## Kult
Jego wspomnienie liturgiczne w Kościele katolickim obchodzone jest 31 sierpnia.
W Cerkwi prawosławnej wspominany jest dwukrotnie: 2/15 sierpnia oraz w niedzielę niewiast niosących wonności (trzecia niedziela po święcie Paschy).

### Ikonografia
W ikonografii prawosławnej jak i rzymskokatolickiej święty jest najczęściej przedstawiany razem ze św. Józefem z Arymatei w scenie zdjęcia ciała Chrystusa z Krzyża. Spotykamy go również w scenie namaszczania i balsamowania ciała Chrystusa oraz Jego pochowania. Nikodem jest odzianym w tunikę mężczyzną w średnim wieku, z niedługą brodą.